# L'Atelier de Bazille
L'Atelier de Bazille (ou L'Atelier de la rue de La Condamine) est un tableau de 1870 du peintre impressionniste français Frédéric Bazille.

## Description du tableau
La toile montre l'artiste entouré de quelques amis dans un de ses ateliers. C'est l'atelier de la rue La Condamine, au numéro 9 de cette rue, dans le quartier des Batignolles. Les amis représentés sont les peintres Édouard Manet et Pierre Auguste Renoir,. À droite, le musicien Edmond Maître joue du piano. À gauche, Émile Zola est la personne dans l'escalier, dialoguant avec Auguste Renoir, assis sur une table sous ce même escalier.
En haut à gauche, on peut voir la toile du peintre Bazille Le Pêcheur à l'épervier datant de 1868. En haut à droite, se trouve une toile de Renoir peinte en 1866 dont seul une partie, Lise- La Fille à l'Oiseau, subsiste. 

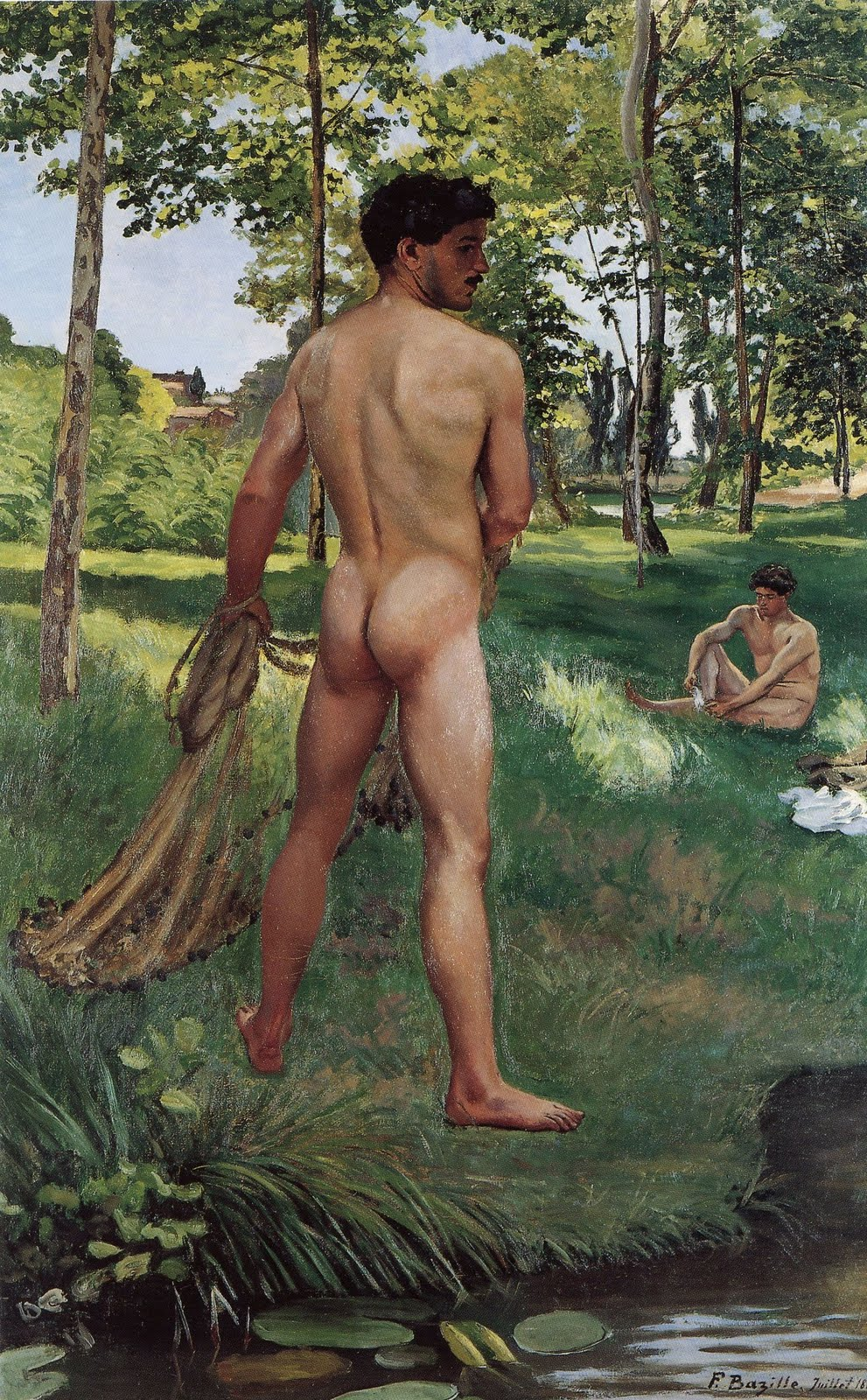
Le Pêcheur à l'épervier (1868), huile sur toile (134 × 83 cm), Frédéric Bazille, Zurich, Fondation Rau pour le Tiers-Monde.
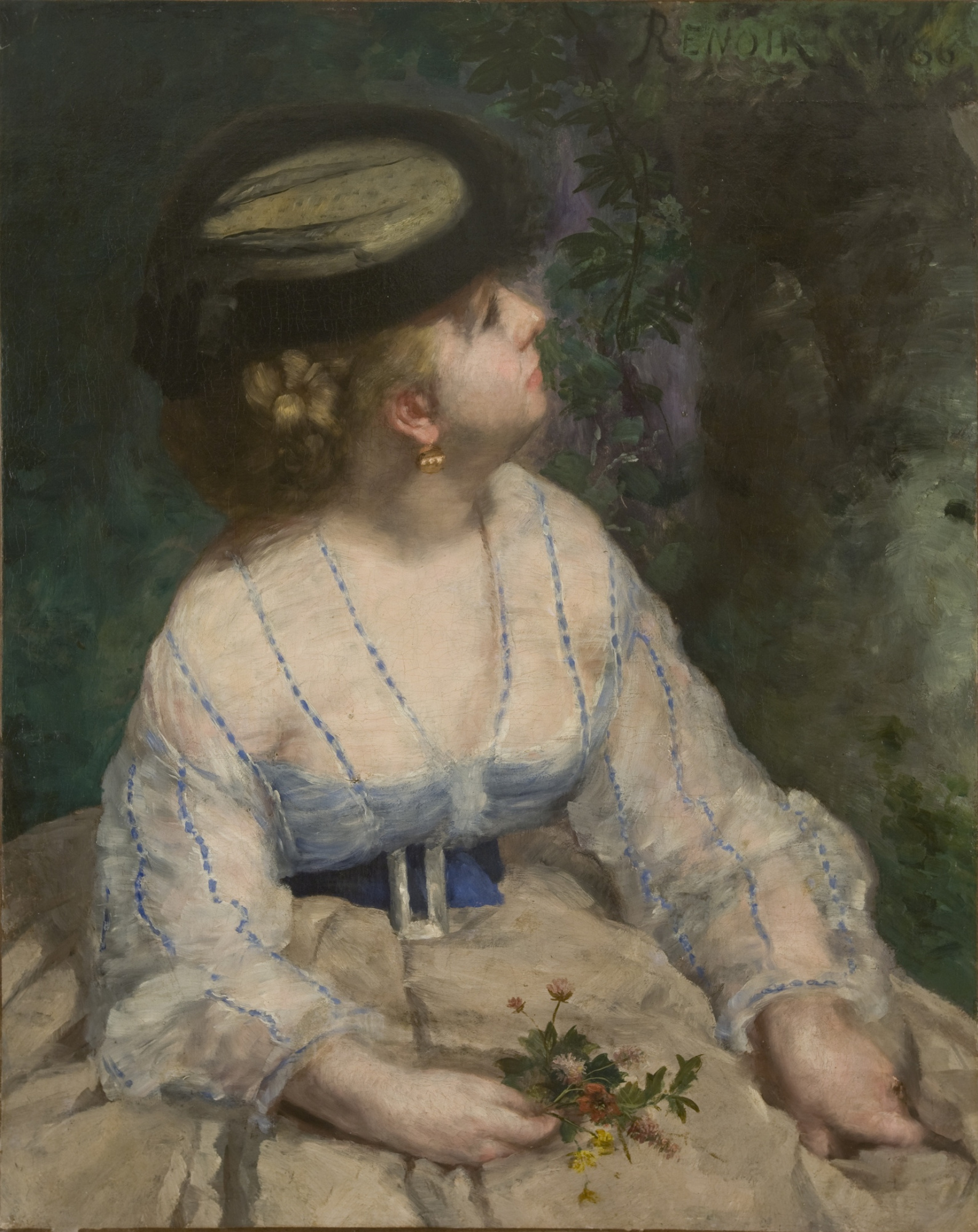
Lise- La Fille à l'Oiseau, 1866, Renoir.

Le format de cette toile est relativement grand : 0,98 m de haut sur un peu plus de 1,28 m de large.

## Historique
La toile est peinte dans les premiers mois de l'année 1870. Par les personnes représentées dans ce tableau et par les toiles également présentes, comme ces tableaux refusés au Salon de peinture et de sculpture (une exposition annuelle des peintres qui nécessite pour les tableaux d'être agréés par l'Académie des Beaux-Arts) (telles La Toilette, placée au-dessus du divan et Le Pêcheur à l'épervier en haut à gauche), mais aussi par cette lumière qui envahit l'atelier, cette peinture est en soi un manifeste pour le mouvement impressionniste qui en est alors à ses prémices,.
Frédéric Bazille meurt en novembre 1870, dans la guerre franco-allemande. La toile est conservée dans la collection du frère du peintre, Marc Bazille. Puis, elle fait l'objet, en 1924, d'un legs de celui-ci, par testament, à l'État français. Elle est accrochée dans différents musées, et finalement au Musée d'Orsay à Paris depuis 1986 (année de l'ouverture de cette institution).